# Franc Černigoj
Franc Černigoj, slovenski pesnik in zbiratelj ljudskega izročila, * 2. november 1948, Predmeja.
Černigoj je leta 1972 diplomiral iz slavistike na Pedagoški akademiji v Ljubljani in se nato zaposlil kot učitelj v Vipavi in nato na Colu.
V Černigojevih pesmih se ob motivih iz narave pojavljajo refleksije o ljubezni, življenjski usodi in medčloveških odnosih. Poleg pesništva se ukvarja tudi z zbiranjem ljudskega izročila. Z učenci je organiziral zbiranje ljudskega izročila, kjer nastopa več sto pripovedovalcev in ga objavljal v šolskem glasilu Javorjev list, nato v knjigah in zbornikih. Na podlagi zapisanega gradiva je nastalo več televizijskih in radijskih oddaj. Z režiserjem Marjanom Frankovičem je sodeloval v ciklih otroških TV oddaj Ciciban, dober dan in Pisani svet katerih podlaga so bila ljudska besedila. Prispeval je tudi del ljudskega gradiva za antologijo slovenske pornografske poezije Fuk je Kranjcem v kratek čas (COBISS).